# Мария Богородица (колокол)
Мария Богородица (пол. Dzwon Maryja Bogurodzica) — имя колокола, располагающегося в колокольне базилики Пресвятой Девы Марии Королевы Польши в населённом пункте Лихень Стары, Великопольское воеводство, Польша. С 2000 года колокол Мария Богородица является самым большим колоколом в Польше. Колокол звучит ежедневно в 12:00.

## История
Инициатором установления колокола был настоятель базилики Пресвятой Девы Марии Лихеньской священник Эугениуш Макульский. Колокол был изготовлен в 1999 году итальянской литейной компанией «Capanni». 19 ноября 1999 года колокол был доставлен в Лихень Стары.
25 июня 2000 года колокол освятил апостольский нунций Юзеф Ковальчик.

## Характеристика
- Высота: 4 м.
- Диаметр: 3,12 м.
- Вес колокола с хомутом: 19 тонн.
- Вес колокола без языка: 14,777 тонн.
- Вес языка: 400 кг.
- Тон: C°

До 2000 года самым большим колоколом в Польше был Зигмунд, который находится в башне Сигизмунда краковского собора святых Станислава и Вацлава.

## Описание
На теле колокола изображены шесть гербов, каждый из которых представляет характерную эпоху из истории Польши: гербы династии Ягеллонов, Владислава Ягайло, Стефана Батория, Казимира Великого, Иоанна Павла II, II и III Польской Республики.
Верхняя и нижняя часть колокола украшена растительным орнаментом.
На колоколе находятся надписи на польском языке:

«Имя моё — Мария Богородица. Я призван к жизни, чтобы благодарить Бога за Рождение Его Сына Иисуса Христа на земле спустя две тысячи лет и благодарить Божью Матерь в третьем тысячелетии для польского народа и всего света.
К моей иконе в этой церкви будет приходить весь польский народ, который будет черпать для себя силу благодати из рук моих в часы трудных испытаний.
Когда из далёкой Италии я прибыл в Лихень в 1997 году, было 1000 лет со дня смерти святого Войцеха, Римским папой был поляк — Иоанн Павел II, примасом Польши — кардинал Юзеф Глемп, вроцлавским епископом — Бронислав Дембовский, генералом марианов в Риме — Адам Бонецкий, ответственным за мариан в Польше — священник Ян Рокош, настоятелем в Лихене — священник Эугениуш Макульский.
Меня призвал к жизни польский народ, чтобы я провозглашал хвалу Всемогущему Богу, поклонялся Непорочной Марии, живущих призывал к Божией службе, стонал и плакал за умерших, чтобы изгонять злых духов из этого мест и всего польского народа».
Оригинальный текст (пол.)
«Imię moje Maryja — Bogurodzica. Powołano mnie do życia, aby Bogu Ojcu dziękować za Narodzenie się Jego Syna Jezusa Chrystusa na ziemi dwa tysiące lat temu, aby dziękować Matce Bożej za objawienie się w Licheniu 150 lat temu, aby uprosić pokój i błogosławieństwo Trójcy Świętej na Trzecie Tysiąclecie dla Polskiego Narodu i świata całego.
Do mego Obrazu w tym kościele będzie przychodził cały Mój Naród i będzie czerpał moc łask z rąk moich w najtrudniejszych dla siebie czasach (К моей иконе в этой церкви будет приходить весь польский народ, который будет черпать для себя силу благодати из рук моих в часы трудных испытаний.
Gdy z dalekich Włoch przybyłam do Lichenia był rok 1997. 1000 lat od śmierci św. Wojciecha. Papieżem był Polak — Jan Paweł II, prymasem Polski — ks. Kardynał Józef Glemp, Biskupem włocławskim — ks. Bronisław Dembowski, generałem Marianów w Rzymie — ks. Adam Boniecki, Przełożonym Marianów w Polsce — ks. Jan Rokosz, Proboszczem w Licheniu — ks. Eugeniusz Makulski.

Powołał mnie do życia Naród Polski, abym głosił Chwałę Wszechmogącego Boga, wielbił Maryję Niepokalaną, Żyjących wzywał do Służby Bożej, żegnał i płakał za umarłymi, abym odpędził złe duchy od tego miejsca i całego Polskiego Narodu